# Sportovní gymnázium Ludvíka Daňka
Sportovní gymnázium Ludvíka Daňka je všeobecné gymnázium s šestiletou a čtyřletou formou studia sídlící v Brně, založené v roce 1983. Jde o příspěvkovou organizaci Jihomoravského kraje.
Kromě běžného gymnázia nabízí studium se sportovní přípravou, na které se již v lednu konají talentové zkoušky a dokládají se sportovní výsledky žáka. Studium je poté zaměřeno na některý ze sportů – atletika, basketbal dívek, volejbal (pro čtyřleté studium); gymnastika, triatlon, plavání, tenis (pro šestileté studium).

## Absolventi - olympionici
- Šárka Kašpárková
- Roman Novotný
- Svatoslav Ton
- Kristýna Pálešová

### Známé absolventky
- Tereza Fajksová – Česká Miss Earth 2012 a Miss Earth 2012
- Kristýna Ječmenová – finalistka České Miss 2011
- Zuzana Štěpanovská – I. česká vicemiss 2005